# Club Olimpia
Club Olimpia är en idrottsklubb baserad i Asunción i Paraguay. Klubben grundades 25 juli 1902, och har sedan dess haft sektioner i ett antal olika idrotter. Det är emellertid fotbollssektionen som gjort Olimpia till en av sydamerikas mest kända klubbar.

## Fotboll
Olimpia är Paraguays mest prisbelönta fotbollslag med 39 vinster i Paraguays högstaliga i fotboll. Olimpia har vunnit åtta internationella titlar, varav tre Copa Libertadores (1979, 1990, 2002) och en vinst i Interkontinentala cupen (1979).
Laget spelar sina hemmamatcher på Estadio Manuel Ferreira.

### Meriter
- Ligasegrar: 1912, 1914, 1916, 1925, 1927, 1928, 1929, 1931, 1936, 1937, 1938, 1947, 1948, 1956, 1957, 1958, 1959, 1960, 1962, 1965, 1968, 1971, 1975, 1978, 1979, 1980, 1981, 1982, 1983, 1985, 1988, 1989, 1993, 1995, 1997, 1998, 1999, 2000, 2011 Clausura
- Copa Libertadores: 1979, 1990, 2002
- Interkontinentalcupen: 1979
- Supercopa Sudamericana: 1990
- Recopa Sudamericana: 1990, 2003
- Copa Interamericana: 1979

## Klubbpresidenter
| - 1902:0 William Paats - 1902:0 Ramón Bareiro - 1902–04: Lucio Sila Godoi - 1905–06: Junio Quinto Godoi - 1907–08: Héctor Cabañas - 1909–10: Carlos Sosa - 1910:0 Pacífico de Vargas - 1911:0 Genaro Gutiérrez Yegros - 1912–13: Francisco Arrom - 1913:0 Genaro Gutiérrez Yegros - 1914–16: Carlos Sosa - 1917–20: Marcelo Moreschi | - 1921–22: Carlos Sosa - 1922–23: Esteban Semidei - 1923:0 Blas L. Domínguez - 1924:0 Eduardo Charpentier - 1925–26: Federico R. Gómez - 1927:0 Eduardo Charpentier - 1928:0 Juan B. Lapierre - 1928:0 Ricardo John - 1929–30: Humberto Garabano - 1931–34: Juan Pablo Gorostiaga - 1935–36: Atilio Galfre - 1936–40: Juan Pablo Gorostiaga | - 1941–42: José Tomas Sánchez Zorrilla - 1943–44: Óscar S. Netto - 1944–45: Herminio Arietti - 1945–51: Lydio Quevedo - 1952–59: Manuel Ferreira Sosa - 1960–65: Elías A. Saba - 1966:0 Pascual Scavone - 1967:0 Vicente Scavone - 1968–69: Juan Britez Caballero - 1970–71: Miguel Battilana Peña - 1972:0 Rodolfo Gubetich - 1973:0 Osvaldo Domínguez Dibb | - 1973:0 Nicolás Bo - 1974–90: Osvaldo Domínguez Dibb - 1991–96: Óscar Carísimo Netto - 1997–03: Osvaldo Domínguez Dibb - 2004–06: Óscar Vicente Scavone - 2007:0 Manuel Nogués Zubizarreta - 2008–08: Óscar Paciello - 2009–10: Eduardo Delmás - 2011–13: Marcelo Recanate - 2013– Óscar Carísimo Netto |